# Myolepta graciliventris
Myolepta graciliventris är en tvåvingeart som beskrevs av Wiegmann 1986. Myolepta graciliventris ingår i släktet parkblomflugor, och familjen blomflugor.
Artens utbredningsområde är Nepal. Inga underarter finns listade i Catalogue of Life.